# Gregory megye
Gregory megye az Amerikai Egyesült Államokban, azon belül Dél-Dakota államban található. Megyeszékhelye Burke, legnagyobb városa Gregory. Lakosainak száma 3994 fő (2020. április 1.). Gregory megye Lyman, Charles Mix, Boyd, Keya Paha, Tripp és Brule megyékkel határos.

## Népesség
A megye népességének változása:
| Lakosok száma | 4257 | 4217 | 4260 | 4242 | 4201 | 3994 |
|               | 2010 | 2011 | 2012 | 2013 | 2015 | 2020 |